# Список выходов в открытый космос с 401-го по 450-й (2018—2022 годы)
Предыдущие выходы в открытый космос: Список выходов в открытый космос с 351-го по 400-й (2012—2018 годы)
Последующие выходы в открытый космос: Список выходов в открытый космос с 451-го (с 2022 года)

## Главные события
- Первый в истории выход в открытый космос, выполненный только женщинами — 18 октября 2019 года.
- 20 января 2020 года Кристина Кук установила новый женский рекорд числа выходов в открытый космос в течение одного полёта — 6.
- 25 января 2020 года Эндрю Морган повторил мировой рекорд по числу выходов в открытый космос в течение одного полёта — 7, и сделал это первым среди американцев. Ранее это достижение устанавливали в разное время Сергей Крикалёв и Анатолий Соловьёв на российской станции «Мир».
- 4 июля 2021 года — первый выход в открытый космос из китайской станции «Тяньгун».
- 7 ноября 2021 года — первый выход в открытый космос китайской женщины-тайконавта.
- 21 июля 2022 года — первый выход в открытый космос итальянской женщины-астронавта, равно как и первой женщины-астронавта ЕКА.

| №    | Полёт                                                                  | Участники, скафандры                                            | Начало (UTC)           | Окончание (UTC)        | Длительность, критерий | Комментарий |
| ---- | ---------------------------------------------------------------------- | --------------------------------------------------------------- | ---------------------- | ---------------------- | ---------------------- | --- |
| 401. | МКС Экспедиция МКС-56 (из модуля «Пирс»)                               | Олег Артемьев Орлан-МКС № 5 Сергей Прокопьев Орлан-МКС № 4      | 15 августа 2018 16:17  | 16 августа 2018 00:03  | 7 ч 46 мин             | Снятие устройства с образцами микроорганизмов в рамках эксперимента «Тест», монтаж научного оборудования по эксперименту «Икарус». Запущены два наноспутника «Танюша-ЮЗГУ» и два наноспутника «SiriusSat». |
| 402  | МКС Экспедиция МКС-57 (из модуля «Пирс»)                               | Сергей Прокопьев Орлан-МКС № 4 Олег Кононенко Орлан-МКС № 5     | 11 декабря 2018 15:54  | 11 декабря 2018 23:44  | 7 ч 45 мин             | Инспекция зоны отверстия на внешней поверхности корпуса БО ТПК Союз МС-09 Фотосъемка термодатчиков, установленных на внешней поверхности модуля Поиск. Включение аппаратуры «Индикатор-МКС» на период ВКД по эксперименту «Контроль». Фотографирование содержимого биореактора по эксперименту «Фотобиореактор». |
|      |                                                                        |                                                                 |                        |                        |                        | |
| 403  | МКС Экспедиция МКС-59 (из шлюзового отсека «Квест»)                    | Ник Хейг EMU № 3003 Энн МакКлейн EMU № 3008                     | 22 марта 2019 11:58    | 22 марта 2019 18:36    | 6 ч 39 мин             | Размещение на концевой поверхности фермы S0 по правому борту и фотографирование сумки с V-образными направляющими. Установка трёх крепёжных панелей на комплексе наружного оборудования канала. Перенос двух NiH2 батарей с посадочных мест на крепежные панели. Произведена очистка механизма стыковки, фотографирование кабель-вставки фермы S0 с целью обнаружения незаземленных разъемов, фотографирование тепловой защиты шлюзового отсека. |
| 404  | МКС Экспедиция МКС-59 (из шлюзового отсека «Квест»)                    | Ник Хейг EMU № 3006 Кристина Кук EMU № 3008                     | 29 марта 2019 11:40    | 29 марта 2019 18:22    | 6 ч 45 мин             | Установка регулируемого такелажного приспособления AGB-L с замком на наружной платформе, предназначенной для хранения оборудования. Снятие трёх крепежных панелей с внешней платформы хранения, и установка комплексе наружного оборудования электропитания фермы P4. Перенос одной NiH2 аккумуляторной батареи на комплексе IEA с посадочного места 2 на крепежную панель E. Подготовка комплекса IEA на ферме Р6 к замене устаревших NiH2 батарей на новые Li-Ion батареи после доставки их на борт МКС — установка гибкого поручня для обеспечения возможности перемещения экипажа, осмотр узлов сопряжения с рабочей площадкой для фиксации оборудования, инструментов.                                                                                             |
| 405  | МКС Экспедиция МКС-59 (из шлюзового отсека «Квест»)                    | Энн МакКлейн EMU № 3008 Давид Сен-Жак EMU № 3006                | 8 апреля 2019 11:30    | 8 апреля 2019 17:56    | 6 ч 29 мин             | Перемещение крепежной панели на комплексе наружного оборудования электропитания для возможности замены неисправной Li-ion батареи на две NiH2 батареи с помощью манипулятора. Подстыковка Ethernet-кабеля «паук» в носовой части модуля Дестини под защитным экраном. Установка резервных кабелей-перемычек и их прокладка. Установка механизмов противоскольжения на модуле Коламбус в целях предотвращения соскальзывания европейской платформы для размещения полезной нагрузки. |
| 406  | МКС Экспедиция МКС-59 (из модуля «Пирс»)                               | Олег Кононенко Орлан-МКС № 5 Алексей Овчинин Орлан-МКС № 4      | 29 мая 2019 15:42      | 29 мая 2019 21:43      | 6 ч 01 мин             | Приветствие А. А. Леонову в честь 85-летия. Монтаж поручня-перехода модуль Поиск — ФГБ. Демонтаж устройств экспонирования «Тест» № 15 и 16 на МИМ-2. Взятие проб-мазков в зоне клапанов в рамках КЭ «Тест». Снятие панелей эксперимента «Выносливость». Проведение очистки наружных поверхностей остекления иллюминатора. Изменение ориентации блока контроля давления и осаждений загрязнений. Снятие свёртка ткани с поручня. Отключение кабелей и демонтаж измерительного блока плазменно-волновго комплекса по эксперименту «Обстановка» с последующей утилизацией методом отталкивания. |
| 407  | МКС Экспедиция МКС-60 (из шлюзового отсека «Квест»)                    | Ник Хейг EMU № 3006 Эндрю Морган EMU № 3008                     | 21 августа 2019 12:27  | 21 августа 2019 18:59  | 6 ч 32 мин             | Выполнение операций подсоединения кабелей энергопитания и связи к новому стыковочному модулю IDA-3, установленному на переходнике PMA-3. Модуль IDA-3 был установлен с помощью механической руки Канадарм2, управляемой астронавтами с борта МКС, за несколько часов до выхода астронавтов в открытый космос. |
| 408  | МКС Экспедиция МКС-61 (из шлюзового отсека «Квест»)                    | Эндрю Морган EMU № 3008 Кристина Кук EMU № 3004                 | 6 октября 2019 11:39   | 6 октября 2019 18:40   | 7 ч 01 мин             | Первый из запланированных выходов для замены аккумуляторов станции: демонтаж трех старых аккумуляторных батарей в канале электропитания 2B на секции P6 на МКС, монтаж платы-адаптера и двух новых батарей с подключением одной из них |
| 409  | МКС Экспедиция МКС-61 (из шлюзового отсека «Квест»)                    | Эндрю Морган EMU № 3008 Кристина Кук EMU № 3004                 | 11 октября 2019 11:38  | 11 октября 2019 18:23  | 6 ч 45 мин             | Второй из запланированных выходов для замены аккумуляторов станции: демонтаж трех старых аккумуляторных батарей в канале электропитания 2B на секции P6 на МКС, монтаж двух плат-адаптеров и одной новой батареи с подключением двух из них |
| 410  | МКС Экспедиция МКС-61 (из шлюзового отсека «Квест»)                    | Кристина Кук EMU № 3008 Джессика Мейр EMU № 3004                | 18 октября 2019 11:38  | 18 октября 2019 18:55  | 7 ч 17 мин             | Третий из запланированных выходов для замены аккумуляторов станции: замена неисправного блока разрядки-зарядки аккумуляторной батареи BDCU в канале электропитания 2B на секции P6 на МКС, монтаж крепления для платформы Bartolomeo на Лабораторном модуле Columbus. Первый в истории выход в открытый космос, выполненный только женщинами. |
| 411  | МКС Экспедиция МКС-61 (из шлюзового отсека «Квест»)                    | Эндрю Морган EMU № 3008 Лука Пармитано EMU № 3004               | 15 ноября 2019 11:39   | 15 ноября 2019 18:18   | 6 ч 39 мин             | Первый из запланированных выходов для ремонта системы охлаждения магнитного альфа-спектрометра AMS: снятие и выбрасывание противомикрометеороидного экрана и защитной крышки, установка двух поручней и резка соединяющих магистрали охлаждения и кабели хомутов. |
| 412  | МКС Экспедиция МКС-61 (из шлюзового отсека «Квест»)                    | Эндрю Морган EMU № 3008 Лука Пармитано EMU № 3004               | 22 ноября 2019 12:02   | 22 ноября 2019 18:33   | 6 ч 33 мин             | Второй из запланированных выходов для ремонта системы охлаждения магнитного альфа-спектрометра AMS: прокладка кабелей питания и передачи данных, резка магистрали подачи хладагента и восьми магистралей охлаждения и установка крепления для новой насосной системы охлаждения UTTPS. |
| 413  | МКС Экспедиция МКС-61 (из шлюзового отсека «Квест»)                    | Эндрю Морган EMU № 3008 Лука Пармитано EMU № 3004               | 2 декабря 2019 11:31   | 2 декабря 2019 17:33   | 6 ч 02 мин             | Третий из запланированных выходов для ремонта системы охлаждения магнитного альфа-спектрометра AMS: установка новой насосной системы охлаждения UTTPS, подключение кабелей питания и передачи данных, подсоединение восьми магистралей охлаждения. |
|      |                                                                        |                                                                 |                        |                        |                        | |
| 414  | МКС Экспедиция МКС-61 (из шлюзового отсека «Квест»)                    | Кристина Кук EMU № 3008 Джессика Мейр EMU № 3004                | 15 января 2020 11:35   | 15 января 2020 19:04   | 7 ч 29 мин             | Четвертый из запланированных выходов для замены аккумуляторов станции. |
| 415  | МКС Экспедиция МКС-61 (из шлюзового отсека «Квест»)                    | Кристина Кук EMU № 3008 Джессика Мейр EMU № 3004                | 20 января 2020 11:33   | 20 января 2020 18:33   | 6 ч 58 мин             | Пятый и завершающий из запланированных выходов для замены аккумуляторов станции. Кристина Кук установила новый женский рекорд числа выходов в открытый космос за один полёт — 6. |
| 416  | МКС Экспедиция МКС-61 (из шлюзового отсека «Квест»)                    | Эндрю Морган EMU № 3008 Лука Пармитано EMU № 3004               | 25 января 2020 13:04   | 25 января 2020 19:20   | 6 ч 16 мин             | Четвертый и завершающий выход для ремонта системы охлаждения магнитного альфа-спектрометра AMS. Эндрю Морган повторил мировой рекорд по числу выходов в открытый космос за один полёт — 7. |
| 417  | МКС Экспедиция МКС-63 (из шлюзового отсека «Квест»)                    | Кристофер Кэссиди EMU № 3006 Роберт Бенкен EMU № 3004           | 26 июня 2020 11:32     | 26 июня 2020 17:39     | 6 ч 07 мин             | Замена аккумуляторов станции: астронавты демонтировали 5 из 6 старых водородно-никелевых батарей и установили две новые литий-ионные батареи. |
| 418  | МКС Экспедиция МКС-63 (из шлюзового отсека «Квест»)                    | Кристофер Кэссиди EMU № 3006 Роберт Бенкен EMU № 3004           | 1 июля 2020 11:13      | 1 июля 2020 17:14      | 6 ч 01 мин             | Астронавты завершили начатые 26 июня работы по замене шести водородно-никелевых батарей на три более мощные литий-ионные, доставленные на МКС в мае японским грузовым кораблем «Kounotori 9» («Аист-9»). |
| 419  | МКС Экспедиция МКС-63 (из шлюзового отсека «Квест»)                    | Кристофер Кэссиди EMU № 3006 Роберт Бенкен EMU № 3004           | 16 июля 2020 11:10     | 16 июля 2020 17:10     | 6 ч 00 мин             | Астронавты продолжили работы по замене старых аккумуляторов солнечных панелей МКС: демонтаж пяти из шести устаревших никель-водородных аккумуляторов на опорном сегменте S6 фермы МКС, которые накапливают и распределяют энергию от солнечных панелей, и установка вместо них три новых более мощных литий-ионных аккумуляторов. |
| 420  | МКС Экспедиция МКС-63 (из шлюзового отсека «Квест»)                    | Кристофер Кэссиди EMU № 3006 Роберт Бенкен EMU № 3004           | 21 июля 2020 11:12     | 21 июля 2020 16:42     | 5 ч 29 мин             | Астронавты установили на корпусе станции платформу RiTS (Robot Tool Stowage), где будут храниться две роботизированные системы RELL (Robotic External Leak Locators), способные выявлять утечки газов из корпуса станции; они также демонтировали узел H-fixture у основания фермы, на которой установлены солнечные батареи, который не удалось снять во время выхода в космос 1 июля, когда Боб Бенкен перепробовал несколько инструментов для того, чтобы открыть крышку, слишком плотно прилегающую к корпусу; астронавты также провели на американском модуле Tranquility подготовительные работы для установки нового шлюза. |
| 421  | МКС Экспедиция МКС-64 (из модуля «Поиск»)                              | Сергей Рыжиков Орлан-МКС № 5 Сергей Кудь-Сверчков Орлан-МКС № 4 | 18 ноября 2020 15:12   | 18 ноября 2020 22:01   | 6 ч 48 мин             | Главной задачей выхода стала подготовка станции к прибытию нового российского модуля «Наука»: для этого космонавты переключили антенну «Транзит-Б» телеметрической системы с модуля «Пирс» на модуль «Поиск». После этого они изменили положение датчиков блока контроля давления и осаждений, установленного на модуле «Поиск». В рамках космического эксперимента «Импакт» на агрегатном отсеке модуля «Звезда» был демонтирован планшет № 1 и установлен планшет № 2. Не удалось заменить панели системы терморегулирования модуля «Заря». Космонавты демонтировали старые панели, но не смогли открыть гермоконтейнер с новыми панелями. В результате с Земли им посоветовали поставить обратно старую панель на модуль, а гермоконтейнер вернуть в модуль «Поиск». |
|      |                                                                        |                                                                 |                        |                        |                        | |
| 422  | МКС Экспедиция МКС-64 (из шлюзового отсека «Квест»)                    | Майкл Хопкинс EMU № 3006 Виктор Гловер EMU № 3009               | 27 января 2021 11:28   | 27 января 2021 18:24   | 6 ч 56 мин             | Работы по подготовке к установке оборудования на европейский лабораторный модуль Columbus. Астронавтам удалось выполнить большинство поставленных задач, в частности, по монтажу устройства для передачи данных, однако в ходе работ они столкнулись с проблемой и не смогли подключить один из кабелей внешней платформы модуля. В конце работы Хопкинс и Гловер демонтировали старое оборудование с поверхности станции, освободив место для последующей установки солнечных батарей. |
| 423  | МКС Экспедиция МКС-64 (из шлюзового отсека «Квест»)                    | Майкл Хопкинс EMU № 3006 Виктор Гловер EMU № 3009               | 1 февраля 2021 12:56   | 1 февраля 2021 18:16   | 5 ч 20 мин             | Во время работы в открытом космосе астронавты успешно завершили замену батарей на поверхности станции. Помимо этого, Хопкинс и Гловер установили камеру высокого разрешения на модуле Destiny и провели по замене элементов дистанционного манипулятора на японском модуле Kibo. |
| 424  | МКС Экспедиция МКС-64 (из шлюзового отсека «Квест»)                    | Кэтлин Рубинс EMU № 3015 Виктор Гловер EMU № 3009               | 28 февраля 2021 11:12  | 28 февраля 2021 18:16  | 7 ч 04 мин             | Астронавты провели работы по подготовке к установке новых солнечных батарей на Международной космической станции. |
| 425  | МКС Экспедиция МКС-64 (из шлюзового отсека «Квест»)                    | Кэтлин Рубинс EMU № 3015 Соити Ногучи EMU № 3009                | 5 марта 2021 11:37     | 5 марта 2021 18:33     | 6 ч 56 мин             | Астронавты продолжили работы по подготовке к установке новых солнечных батарей на Международной космической станции. |
| 426  | МКС Экспедиция МКС-64 (из шлюзового отсека «Квест»)                    | Майкл Хопкинс EMU № 3006 Виктор Гловер EMU № 3009               | 13 марта 2021 13:14    | 13 марта 2021 20:01    | 6 ч 47 мин             | Астронавты переподключили перемычки системы охлаждения, заменили антенну беспроводной связи на модуле Unity, а также подключили три кабеля на внешней поверхности европейского лабораторного модуля Columbus и установили усилитель конструкции теплозащитной крышки на шлюзе Quest. |
| 427  | МКС Экспедиция МКС-65 (из модуля «Поиск»)                              | Олег Новицкий Орлан-МКС № 5 Пётр Дубров Орлан-МКС № 4           | 2 июня 2021 05:53      | 2 июня 2021 13:12      | 7 ч 19 мин             | Космонавты провели замену сменной панели регулятора расхода жидкости в системе терморегулирования ФГБ «Заря» и провели отстыковку кабелей между СМ «Звезда» и СО «Пирс», а также другие работы в рамках подготовки к приёму МЛМ «Наука» и отстыковки «Пирса». |
| 428  | МКС Экспедиция МКС-65 (из шлюзового отсека «Квест»)                    | Шейн Кимбро EMU № 3009 Тома Песке EMU № 3006                    | 16 июня 2021 12:11     | 16 июня 2021 19:26     | 7 ч 15 мин             | Астронавты установили новую панель солнечной батареи МКС. |
| 429  | МКС Экспедиция МКС-65 (из шлюзового отсека «Квест»)                    | Шейн Кимбро EMU № 3009 Тома Песке EMU № 3015                    | 20 июня 2021 11:42     | 20 июня 2021 18:10     | 6 ч 28 мин             | Астронавты завершили установку новой панели солнечной батареи станции и развернули её. |
| 430  | МКС Экспедиция МКС-65 (из шлюзового отсека «Квест»)                    | Шейн Кимбро EMU № 3009 Тома Песке EMU № 3015                    | 25 июня 2021 11:52     | 25 июня 2021 18:37     | 6 ч 45 мин             | Астронавты установили и развернули дополнительную солнечную батарею станции. |
| 431  | «Тяньгун» Экспедиция Шэньчжоу-12 (из узлового отсека модуля Тяньхэ)    | Лю Бомин Фэйтянь Тан Хунбо Фэйтянь                              | 4 июля 2021 00:11      | 4 июля 2021 06:57      | 6 ч 46 мин             | Космонавты выполнили ряд задач, включая установку удерживающих устройств для ног и внекорабельной рабочей площадки на механическом рычаге, а также подъём внекорабельной панорамной камеры. Первый выход в открытый космос из китайской станции «Тяньгун». |
| 432  | «Тяньгун» Экспедиция Шэньчжоу-12 (из узлового отсека модуля Тяньхэ)    | Не Хайшэн Фэйтянь Лю Бомин Фэйтянь                              | 20 августа 2021 00:38  | 20 августа 2021 06:33  | 5 ч 55 мин             | Установка насосного оборудования, подъём внешней панорамной видеокамеры, а также подготовка и закрепление на внешней обшивке станции набора инструментов. |
| 433  | МКС Экспедиция МКС-65 (из модуля «Поиск»)                              | Олег Новицкий Орлан-МКС № 5 Пётр Дубров Орлан-МКС № 4           | 3 сентября 2021 14:41  | 3 сентября 2021 22:35  | 7 ч 54 мин             | Космонавты подключили кабели системы электроснабжения к новому российскому модулю «Наука», смонтировали перекидной поручень на втором приборно-грузовом отсеке по 3-й плоскости модуля «Наука», а также подключили кабель Ethernet к многоцелевому лабораторному модулю. |
| 434  | МКС Экспедиция МКС-65 (из модуля «Поиск»)                              | Олег Новицкий Орлан-МКС № 5 Пётр Дубров Орлан-МКС № 4           | 9 сентября 2021 14:55  | 9 сентября 2021 22:15  | 7 ч 20 мин             | Космонавты завершили подключение кабеля локальной сети Ethernet к модулю «Наука», проложили между модулями «Звезда» и «Наука» кабель локальной сети Ethernet, два высокочастотных телевизионных кабеля и кабель системы сближения «Курс-П», на модуле «Поиск» разместили установочные платформы с тремя контейнерами «Биориск-МСН» для биоэкспериментов, а также выполнили ряд других работ на российском сегменте МКС. |
| 435  | МКС Экспедиция МКС-65 (из шлюзового отсека «Квест»)                    | Акихико Хосидэ EMU № 3009 Тома Песке EMU № 3015                 | 12 сентября 2021 12:15 | 12 сентября 2021 19:09 | 6 ч 54 мин             | Проведение подготовительных работ по установке новой солнечной панели iROSA. |
| 436  | «Тяньгун» Экспедиция Шэньчжоу-13 (из узлового отсека модуля Тяньхэ)    | Чжай Чжиган Фэйтянь Ван Япин Фэйтянь                            | 7 ноября 2021 10:51    | 7 ноября 2021 17:16    | 6 ч 25 мин             | Установка оборудования для работы с дистанционными манипуляторами станции. Первый выход в открытый космос китайской женщины-тайконавта. |
| 437  | МКС Экспедиция МКС-66 (из шлюзового отсека «Квест»)                    | Томас Маршбёрн EMU № 3015 Кейла Бэррон EMU № 3004               | 2 декабря 2021 11:15   | 2 декабря 2021 17:47   | 6 ч 32 мин             | Замена антенны Port 1Truss S-Band на одной из ферм с солнечными батареями станции. |
| 438  | «Тяньгун» Экспедиция Шэньчжоу-13 (из узлового отсека модуля Тяньхэ)    | Чжай Чжиган Фэйтянь Е Гуанфу Фэйтянь                            | 26 декабря 2021 10:44  | 26 декабря 2021 16:55  | 6 ч 11 мин             | Установка панорамной камеры, отработка перемещения больших грузов вручную, подготовка к переносу панелей солнечных батарей на новые экспериментальные модули. |
|      |                                                                        |                                                                 |                        |                        |                        | |
| 439  | МКС Экспедиция МКС-66 (из модуля «Поиск»)                              | Антон Шкаплеров Орлан-МКС № ? Пётр Дубров Орлан-МКС № ?         | 19 января 2022 12:17   | 19 января 2022 19:28   | 7 ч 11 мин             | Работы по интеграции модуля «Причал» в состав российскиго сегмента станции: космонавты установили и подключили антенны пассивной системы сближения «Курс-П» на внешней поверхности модуля «Причал», перенесли телекамеру и проложили телевизионный кабель между модулями «Причал» и «Наука», а также смонтировали мишени для стыковки кораблей. |
| 440  | МКС Экспедиция МКС-66 (из шлюзового отсека «Квест»)                    | Кейла Бэррон EMU № 3004 Раджа Чари EMU № 3015                   | 15 марта 2022 12:12    | 15 марта 2022 19:06    | 6 ч 54 мин             | Астронавты выполнили подготовительные работы по дальнейшей установке на орбитальном комплексе более мощных панелей солнечных батарей iROSA — на одной из ферменных конструкций смонтирован кронштейн, к которому в последующем будет закреплена панель. |
| 441  | МКС Экспедиция МКС-66 (из шлюзового отсека «Квест»)                    | Раджа Чари EMU № 3004 Маттиас Маурер EMU № 3015                 | 23 марта 2022 12:32    | 23 марта 2022 19:26    | 6 ч 54 мин             | Астронавты подсоединили шланги к радиатору теплоотводящей системы, удаляющей с МКС аммиак, подключили кабели питания и передачи данных к платформе Bartolomeo на европейском модуле Columbus, а также заменили одну из видеокамер станции. |
| 442  | МКС Экспедиция МКС-67 (из модуля «Поиск»)                              | Олег Артемьев Орлан-МКС № 5 Денис Матвеев Орлан-МКС № 4         | 18 апреля 2022 15:00   | 18 апреля 2022 21:37   | 6 ч 37 мин             | Космонавты выполнили первый этап подготовки европейского дистанционного манипулятора ERA к эксплуатации на российском сегменте МКС. |
| 443  | МКС Экспедиция МКС-67 (из модуля «Поиск»)                              | Олег Артемьев Орлан-МКС № 5 Денис Матвеев Орлан-МКС № 4         | 28 апреля 2022 14:58   | 28 апреля 2022 22:41   | 7 ч 42 мин             | Продолжение работ с европейским манипулятором ERA: космонавты смонтировали ряд поручней на манипуляторе ERA, сделали фотографии манипулятора, оттолкнули чехлы экранно-вакуумной теплоизоляции, расфиксировали блокировку механизма захвата концевых эффекторов, проконтролировали первые перемещения и перешагивания манипулятора. |
| 444  | МКС Экспедиция МКС-67 (из модуля «Поиск»)                              | Олег Артемьев Орлан-МКС № 5 Саманта Кристофоретти Орлан-МКС № 4 | 21 июля 2022 14:50     | 21 июля 2022 21:55     | 7 ч 04 мин             | Ручной запуск десяти наноспутников и продолжение работ с европейским манипулятором ERA. Первый выход европейского космонавта в российском скафандре за 13 лет. |
| 445  | МКС Экспедиция МКС-67 (из модуля «Поиск»)                              | Олег Артемьев Орлан-МКС № 5 Денис Матвеев Орлан-МКС № 4         | 17 августа 2022 13:53  | 17 августа 2022 17:54  | 4 ч 01 мин             | Продолжение подготовки к работе европейского дистанционного манипулятора ERA, выход завершён досрочно в связи с падением напряжения аккумуляторной батареи в скафандре «Орлан-МКС» Олега Артемьева. |
| 446  | «Тяньгун» Экспедиция Шэньчжоу-14 (из шлюзового отсека модуля Вэньтянь) | Чэнь Дун Фэйтянь Лю Ян Фэйтянь                                  | 1 сентября 2022 10:26  | 1 сентября 2022 16:33  | 6 ч 07 мин             | Установка блока насосов, монтаж панорамной камеры и вспомогательного оборудования на модуле «Вэньтянь». |
| 447  | МКС Экспедиция МКС-67 (из модуля «Поиск»)                              | Олег Артемьев Орлан-МКС № 5 Денис Матвеев Орлан-МКС № 4         | 2 сентября 2022 13:25  | 2 сентября 2022 21:13  | 7 ч 48 мин             | Космонавты подготовили к работе европейский дистанционный манипулятор ERA, установили на внешней поверхности многоцелевого лабораторного модуля «Наука» платформу с адаптерами, перенесли внешний пульт управления EMMI к базовой летной точке БТЛ-3 и подключили его, смонтировали два мягких поручня, отрегулировали приводы TRM на концевых эффекторах КЭ-1 и КЭ-2 манипулятора ERA и сняли стартовое кольцо с эффектора КЭ-1, заменили рамку с защитными стеклами для видеокамеры CLU-1 на эффекторе КЭ-1, протестировали управление манипулятором ERA с пульта EMMI и установили блокиратор на грузовую стрелу ГСтМ-1. Кроме того, они выполнили дополнительную задачу — раскрыли стрелу ГСтМ-2 от функционально-грузового блока «Заря» до модуля «Поиск».         |
| 448  | «Тяньгун» Экспедиция Шэньчжоу-14 (из шлюзового отсека модуля Вэньтянь) | Чэнь Дун Фэйтянь Цай Сюйчжэ Фэйтянь                             | 17 сентября 2022 05:35 | 17 сентября 2022 09:47 | 4 ч 12 мин             | Установка блока насосов, а также монтаж вспомогательного оборудования для ВКД на модуле "Вэньтянь". |
| 449  | МКС Экспедиция МКС-68 (из шлюзового отсека «Квест»)                    | Джош Кассада EMU № 3004 Франсиско Рубио EMU № 3015              | 15 ноября 2022 14:14   | 15 ноября 2022 21:25   | 7 ч 11 мин             | Астронавты смонтировали ферменную конструкцию для установки панелей солнечных батарей iROSA. |
| 450  | «Тяньгун» Экспедиция Шэньчжоу-14 (из шлюзового отсека модуля Вэньтянь) | Чэнь Дун Фэйтянь Цай Сюйчжэ Фэйтянь                             | 17 ноября 2022 03:16   | 17 ноября 2022 08:50   | 5 ч 34 мин             | Монтаж соединительного оборудования между модулями станции, установка панорамной камеры на модуле «Вэньтянь». |